# Carlos Canobbio
Carlos Alberto Canobbio Bentaberry (Montevideo, Uruguay, 7 de enero de 1982) es un entrenador y exfutbolista uruguayo. Es el entrenador del Club Atlético Progreso desde 2022. Como jugador, se desempeñaba como defensa central y su último club fue Progreso de la Primera División de Uruguay, equipo donde se formó futbolísticamente. Además, es hermano del exfutbolista uruguayo Néstor Fabián Canobbio, que también jugó en Progreso y que fue presidente del club.

## Clubes

### Como jugador
| Club              | País    | Año         |
| ----------------- | ------- | ----------- |
| CA Progreso       | Uruguay | 1998 - 2004 |
| Deportivo Colonia | Uruguay | 2005 - 2006 |
| CA Rentistas      | Uruguay | 2006        |
| AD Cerro de Reyes | España  | 2007        |
| CD Onda           | España  | 2007        |
| CD Buñol          | España  | 2008        |
| Makedonios        | Grecia  | 2008 - 2009 |
| Olímpic de Xàtiva | España  | 2009 - 2011 |
| CA Progreso       | Uruguay | 2011 - 2013 |
| Danubio           | Uruguay | 2013 - 2015 |
| CA Progreso       | Uruguay | 2015 - 2021 |

### Como entrenador
| Club                              | País    | Año           |
| --------------------------------- | ------- | ------------- |
| Liverpool FC (Segundo entrenador) | Uruguay | 2021-2022     |
| CA Basáñez                        | Uruguay | 2022          |
| CA Progreso                       | Uruguay | 2022-presente |